# Önsbach
Önsbach ist – nach Oberachern – der zweitgrößte Stadtteil der großen Kreisstadt Achern im Norden des Ortenaukreises im Schwarzwald.
Önsbach ist eine Ortschaft im Sinne der baden-württembergischen Gemeindeordnung, das heißt, es gibt jeweils einen von den Wahlberechtigten bei jeder Kommunalwahl zu wählenden Ortschaftsrat mit einer Ortsvorsteherin bzw. einem Ortsvorsteher als Vorsitzende. Zum Stadtteil Önsbach gehört lediglich das gleichnamige Dorf.

## Lage
Önsbach liegt im nördlichen Ortenaukreis, südwestlich der Stadt Achern. Ein Drittel der Gemarkung liegt in der Rheinebene und zwei Drittel im westlichen Vorhügelland des Schwarzwalds. Durch den Dorfkern führt entlang der Nord-Süd-Achse die B 3. Der Pelzbach von Mösbach fließt in Richtung Westen durch den Ort. Durch die weitere Gemarkung fließt die Rench. Sie war früher als Waschmöglichkeit bedeutsam.

## Geschichte

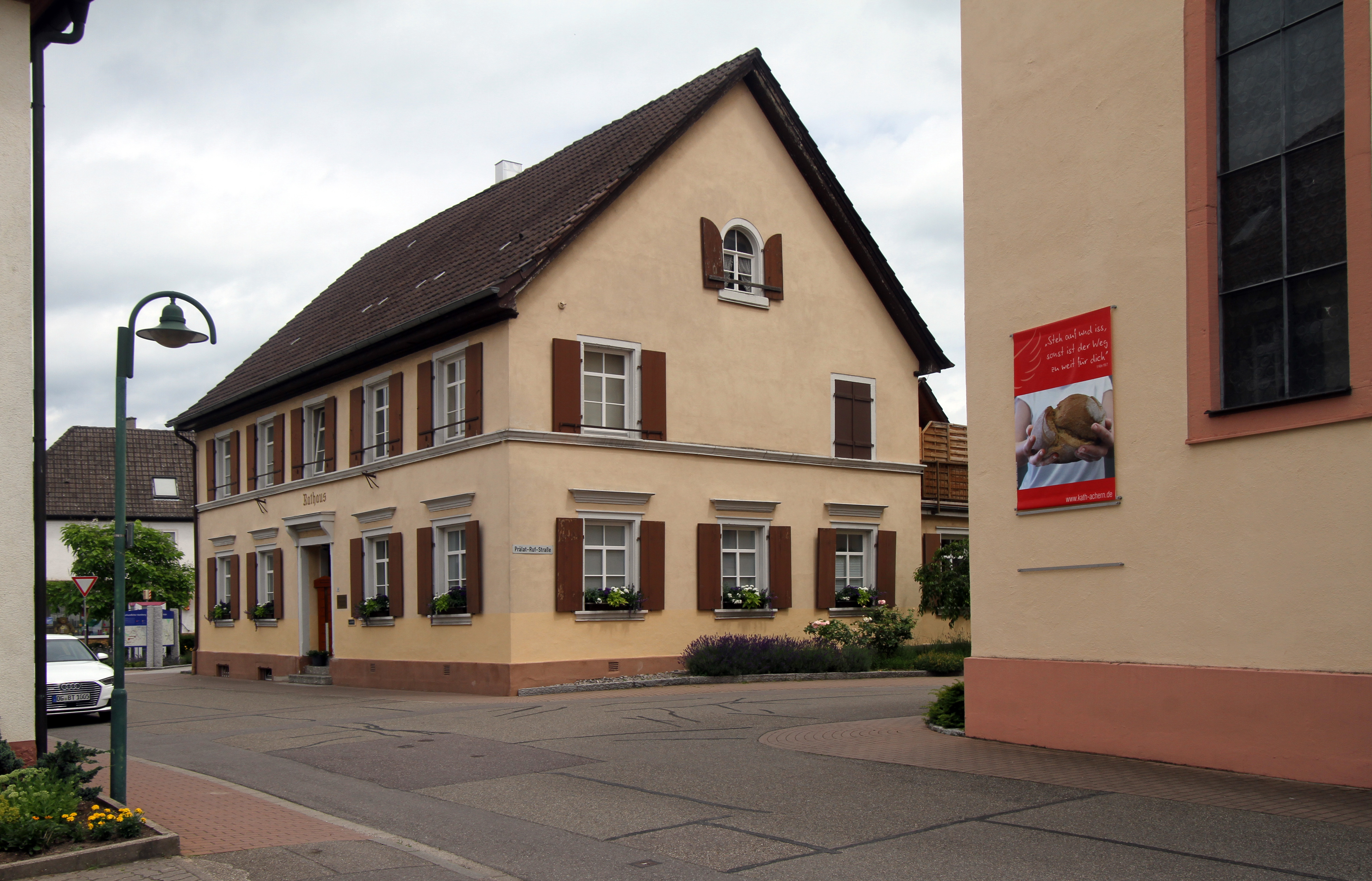
Rathaus von Önsbach

Urkundlich erwähnt wurde der Ort erstmals 1225 als Ongersbac in einer päpstlichen Bulle von Papst Honorius III., in dem das ehemalige Kloster Ettenheimmünster der Grundbesitz zugeschrieben wurde. 1230 wurde ein Hof in Ongisbach von einem Burkhard von Hohenrode an das Kloster Honau übertragen. Die Ortenau, in der Önsbach liegt, wechselte bis zum Übergang in das Großherzogtum Baden (1805, Frieden von Pressburg) öfter seine Herren.
1844 wurde der Bahnhof an der Bahnstrecke Mannheim–Basel eröffnet, der in den ursprünglichen Planungen als Ausgangsort der Badischen Schwarzwaldbahn vorgesehen war.
Bis in die Neuzeit gab es keine einheitliche Schreibweise des Dorfnamens. Im Jahre 1938 wurde sie auf den heutigen Namen festgelegt.
Önsbach wurde am 1. Januar 1973 nach Achern eingemeindet.

## Wappen
Als Wappenbild wurde in den 30er Jahren des 19. Jahrhunderts ein Vogelfuß mit drei Vorderzehen und einem Hinterzeh, einem Hühnerfuß gleich, eingesetzt. Später wurde ein Schwimmfußmuster ergänzt.

## Architektur und Bauwerke

### Kirche St. Josef
1683 wurde eine Kapelle zu Ehren des St. Josef errichtet, nach Zerstörung wurde sie 1698 wieder aufgebaut. 1790 wurde ein Pfarrhaus erbaut und 1809 die Kirche eingeweiht.

Kirche St. Josef in Önsbach
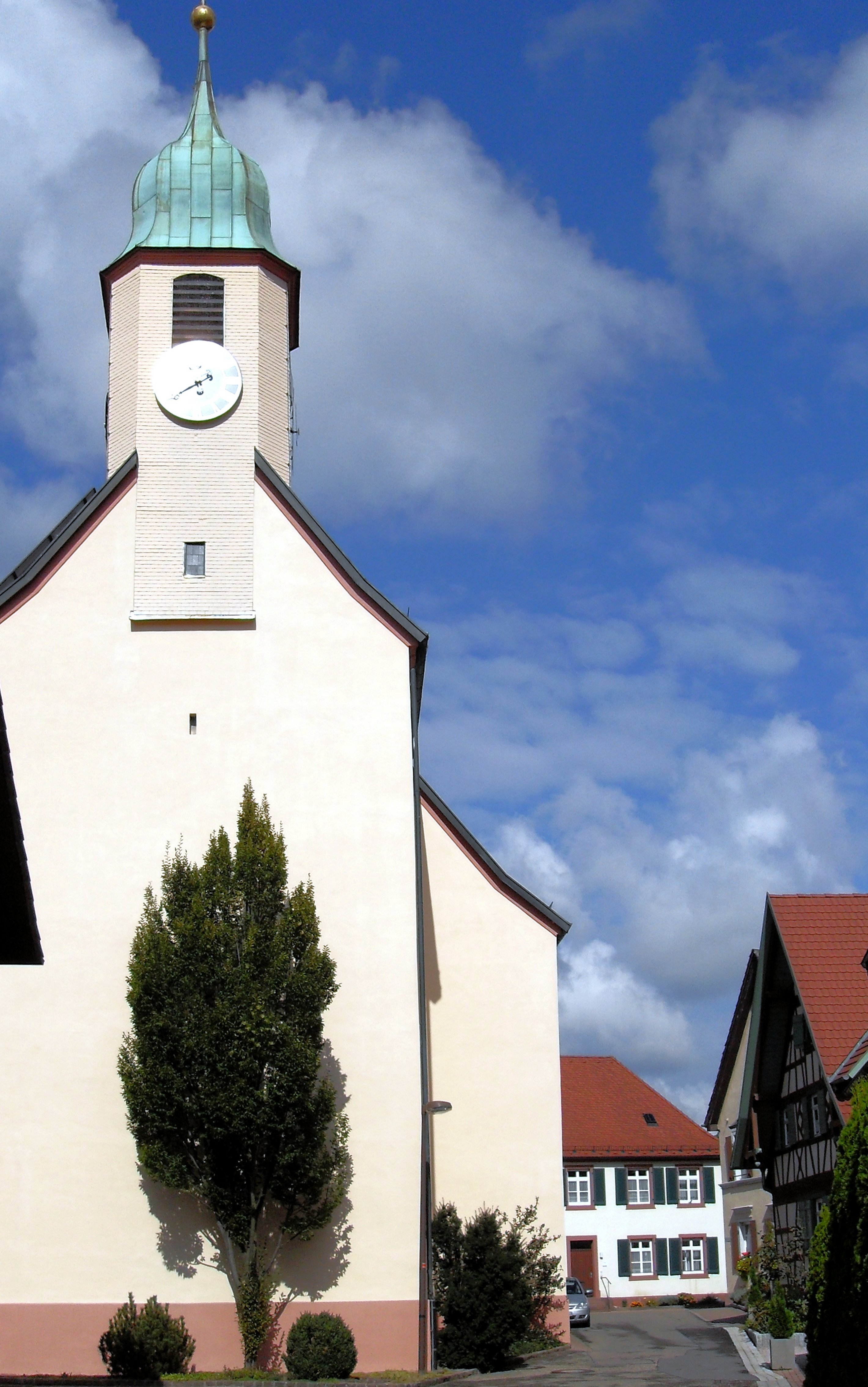
Südostseite
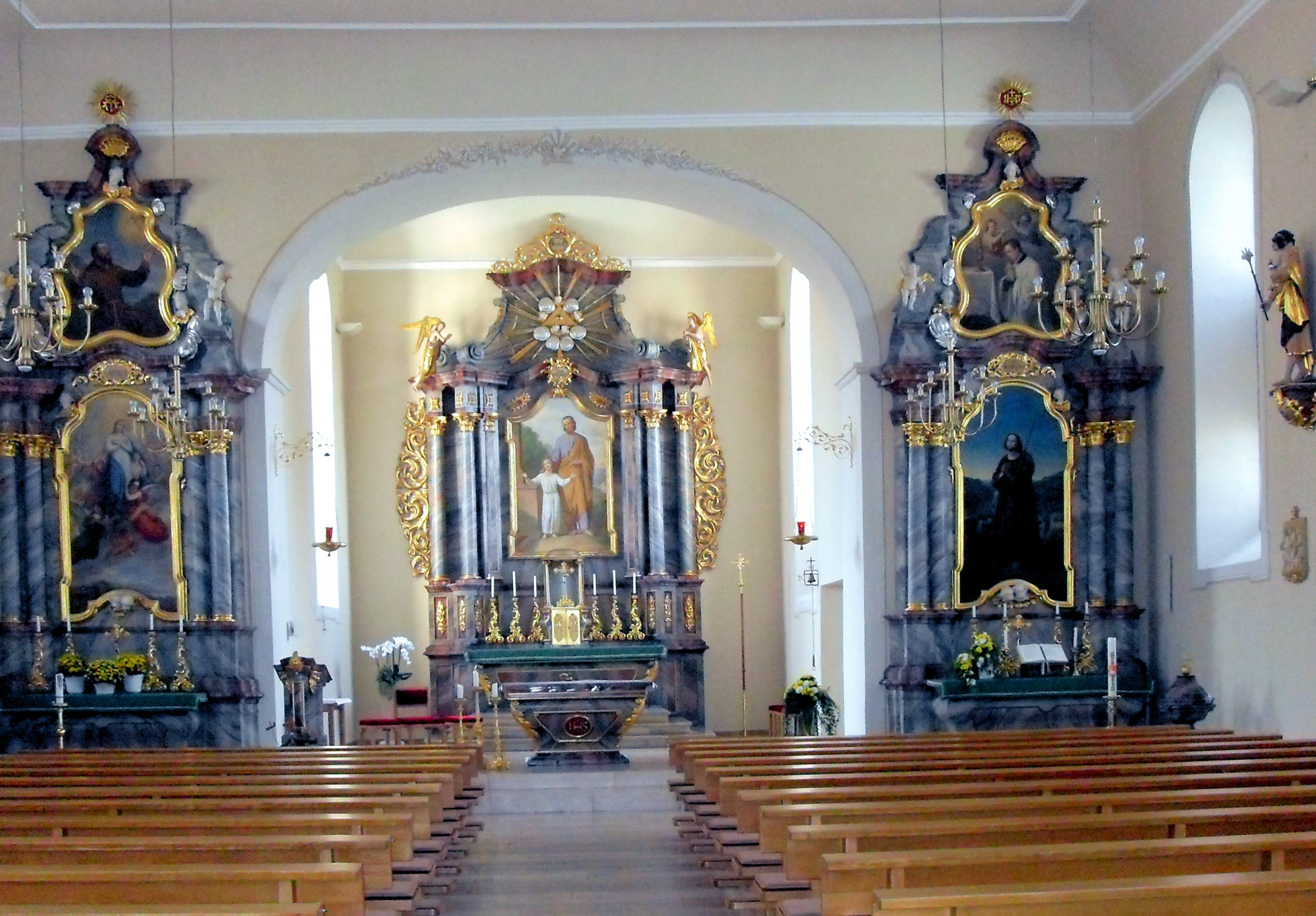
Innenansicht
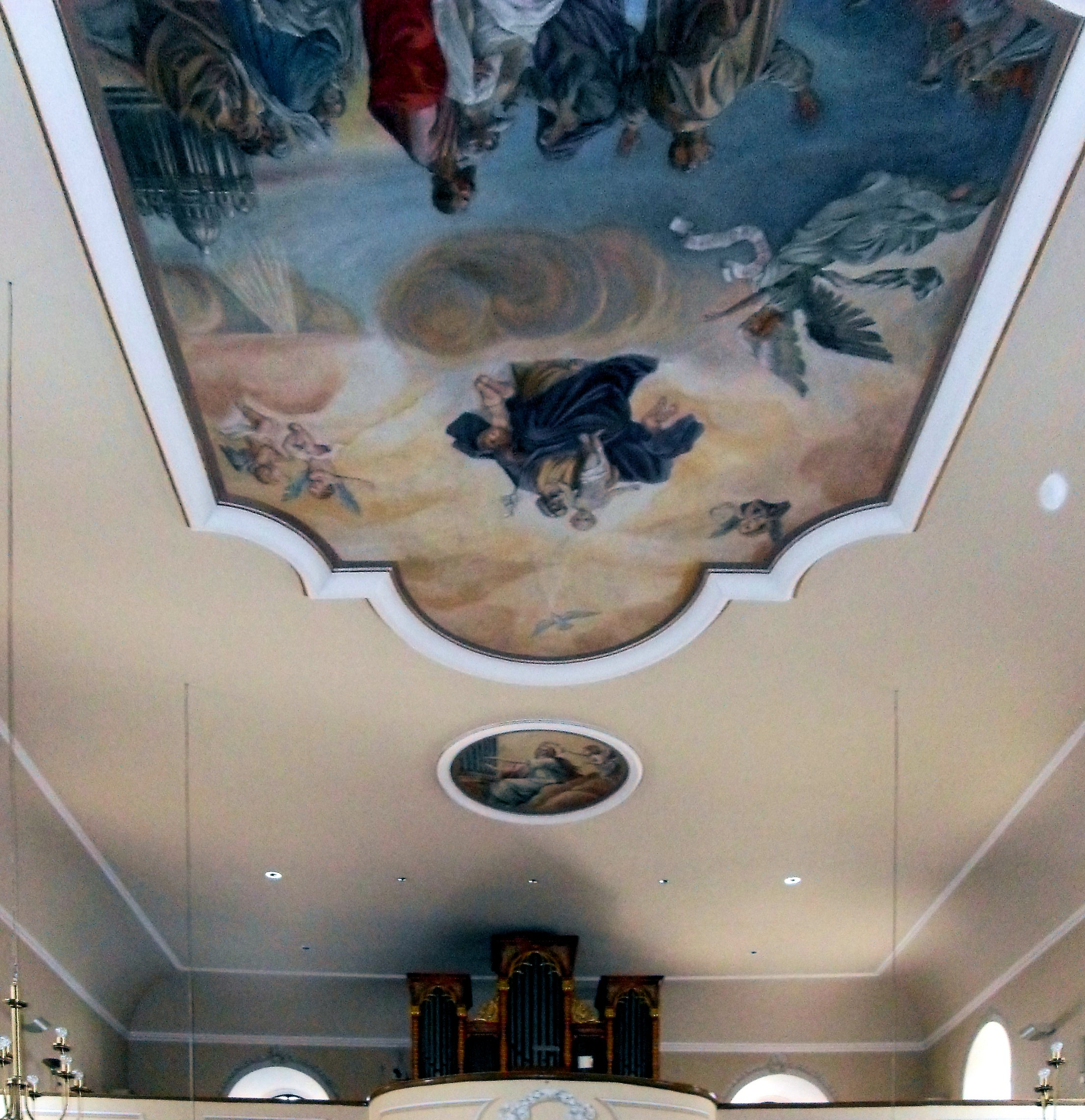
Orgel

## Söhne und Töchter der Ortschaft
- Felix Hodapp (1926–2019), Politiker (CDU)
- Martha Guttenberger (1921–2009), Auschwitz überlebende Sintiza, wurde 1943 von der Kripo und lokalen Polizisten mit ihrem dreijährigen Sohn „Josefle“ und ihrer elterlichen Familie von Dallau über Mosbach in das Vernichtungslager Auschwitz-Birkenau eingewiesen, dorthin überführt und der dortigen SS übergeben. Weitere Stationen waren die Konzentrationslager Ravensbrück, Schlieben und Altenburg. Nach der Befreiung lief die Überlebende mit zwei Kameradinnen nach Ummenwinkel/Ravensburg und lebte dort in ihrem neuen Lebensmittelpunkt jahrzehntelang in einer Barackenwohnung des vormaligen NS-Zwangslagers Ummenwinkel.[3]

## Persönlichkeiten, die in Önsbach gewirkt haben
- Wilhelm Berger (Pfarrer) (1834–1901), deutscher Pfarrer und Ordensgründer, wirkte ab dem 10. Januar 1861 in Önsbach. In dieser Phase bereitete er die Gründung der Glaubenskongregation, des späteren Ordens der Franziskanerinnen vom Göttlichen Herz (Franciscan Sisters of the Sacred Heart) vor. Seine Lebenshaltung war: „Vergeltet das Böse mit dem Guten.“[4] Pfarrer Berger wurde 1884 nach Seelbach versetzt, wo die Glaubenskongregation im Jahre 1866 schließlich gegründet wurde. Der Orden betrieb nach Gründung eines Mutterhauses in Amerika im Jahre 1885 dort viele Krankenhäuser und Schulen. Das Deutsche Mutterhaus des Ordens befindet sich heute in Gengenbach (Franziskanerinnen vom Göttlichen Herz Jesu).

Ehrenbürger ist Patrick Weber